# Caroline Link
Caroline Link (ur. 2 czerwca 1964 w Bad Nauheim, Niemcy) – niemiecka reżyserka i scenarzystka.

## Życiorys
W latach 1986–1990 studiowała w Wyższej Szkole Telewizji i Filmu w Monachium (Münchner Hochschule für Film und Fernsehen), na której pozostała po zakończeniu nauki, pracując jako asystentka reżysera i autorka scenariuszy.
Pisała scenariusze m.in. dla ZDF i Bavaria Film.

## Filmografia
- 1996: Tamta strona ciszy
- 1999: Kruszynka i Antoś
- 2001: Nigdzie w Afryce
- 2007: W zimie minie rok
- 2013: Opuścić Marrakesz
- 2018: Der Junge muss an die frische Luft
- 2019: Als Hitler das rosa Kaninchen stahl[1]

## Nagrody
- 1998: DIVA-Award
- 2002: Oscar za Nigdzie w Afryce (za najlepszy obcojęzyczny film fabularny)
- 2003: Bawarska Nagroda filmowa